# Newtown Borough Historic District
Der Newtown Borough Historic District ist ein rund 40 Hektar großes denkmalgeschütztes Gebiet im Borough of Newtown innerhalb der Town of Newtown im Fairfield County, Connecticut. Der Historic District wurde am 20. Dezember 1996 in das National Register of Historic Places aufgenommen. Zum Gebiet des historischen Distriktes gehören Bauwerke, die zum Teil aus den 1780er Jahren stammen. In ihm liegen auch das Glover House und die Caleb Baldwin Tavern, die beide separat ins NRHP eingetragen sind.
1996 umfasste der Distrikt 225 beitragende Gebäude, zwei weitere beitragende Bauwerke, eine Stätte und zwei beitragende Objekte. Zuletzt wurde der Distrikt durch eine lokale Satzung im Jahr 2009 erweitert.
Bei der beitragenden Stätte handelt es sich um eine als Ram’s Pasture bekannte Wiese, eine einstige Allmende.
Zu den signifikanten Gebäuden und Bauwerken des Distrikts gehören:
- Glover House
- Caleb Baldwin Tavern: Das Gasthaus liegt an der Marschroute, die 1781 die Truppen des französischen Militärführers Rochambeau auf ihrem Weg zur Schlacht von Yorktown, Virginia und 1782 bei ihrer Rückkehr von dort genommen haben. Das zweieinhalbstöckige Haus wurde um 1763 erbaut. Es ist ein Beispiel für die traditionelle Architektur Neuenglands des 18. Jahrhunderts und hat einige Bau- und Stilelemente aus jener Zeit bewahrt.[5]
- 17 Main Street, Wohnhaus von Arthur J. Smith, dem ursprünglichen Herausgeber der Zeitung Newtown Bee, die seit 1877 erscheint[4]:15–16
- Liberty Pole/Flagpole[4]:16
- Soldiers and Sailors Monument
- Edmond Town Hall
- Matthew Curtiss House, 44 Main Street, ein Museum der Newtown Historical Society[4]:17[6]
- Gen. Daniel Baldwin House, 38 Main Street, ein formell georgianisches Gebäude, das zu den meisten anderen Gebäuden des Distriktes kontrastiert[4]:17
- Cyrenius H. Booth Library

## Belege
1. ↑  Newtown Borough Historic District im National Register Information System. National Park Service, abgerufen am 1. August 2017.
2. ↑  National Register Information System. In: National Register of Historic Places. National Park Service, abgerufen am 13. März 2009 (englisch).
3. ↑  Nancy K. Crevier:  Borough Historic District Welcomes New Properties (Memento des Originals vom 14. Juli 2011 im Internet Archive), The Newtown Bee, 22. Januar 2009. Abgerufen am 13. August 2010 (englisch).  Info: Der Archivlink wurde automatisch eingesetzt und noch nicht geprüft. Bitte prüfe Original- und Archivlink gemäß Anleitung und entferne dann diesen Hinweis.
4. 1 2 3 4 5  Bruce Clouette und Hoang Tinh: National Register of Historic Places Registration: Newtown Borough Historic District. (PDF; 457 kB) National Park Service, 9. November 1995, abgerufen am 26. Dezember 2012 (englisch). und Accompanying 20 photos, from 1995 (captions on page 23 of text document) (PDF; 6,8 MB)
5. ↑  Bruce Clouette: National Register of Historic Places Registration: Caleb Baldwin Tavern. (PDF; 237 kB) National Park Service, 1. Februar 2001, abgerufen am 7. Mai 2010 (englisch).
6. ↑  Welcome to our Website. Newtown Historical Society, archiviert vom Original am 6. Januar 2013; abgerufen am 26. Dezember 2012 (englisch).  Info: Der Archivlink wurde automatisch eingesetzt und noch nicht geprüft. Bitte prüfe Original- und Archivlink gemäß Anleitung und entferne dann diesen Hinweis.